# (6171) Uttorp
(6171) Uttorp – planetoida z pasa głównego okrążająca Słońce w ciągu 3 lat i 110 dni w średniej odległości 2,22 j.a. Została odkryta 26 października 1981 roku w obserwatorium w Socorro przez Laurence'a Taffa. Nazwa planetoidy pochodzi od Uttorp, miejscowości w południowo-wschodniej Szwecji, wykorzystywanej przez miejscowy klub astronomii. Nazwa została zaproponowana przez U. Petersson. Przed nadaniem nazwy planetoida nosiła oznaczenie tymczasowe (6171) 1981 UT.